# أرماند عمانويل دو بليسي دو ريشليو
أرماند عمانويل دو بليسي دو ريشليو، دوق ريشليو (بالفرنسية: Armand Emmanuel Sophie Septemanie de Vignerot du Plessis)‏ (1766 ـ 1822) : دبلوماسي وسياسي فرنسي.

ابن لويس أنطوان دو بليسي، وحفيد الماريشال ريشيليو. انتسب عام 1785 إلى فرق التنانين (الفرسان) التابعة للملكة ماري أنطوانيت ، ثم أصبح كبير مدراء غرفة الملك لويس السادس عشر.